# 花美男连锁恐怖事件
《花美男連鎖恐怖事件》（韓語：꽃미남 연쇄 테러 사건），亦称花美男连环恐怖袭击事件或简称花美男，是一部2007年韩国搞笑神秘校园电影，是SM Pictures（SM Entertainment的子公司）制作的第一部电影 。出演電影的是Super Junior全員，但成員圭賢因2007年4月19日車禍受傷沒有出演。
2007年7月26日電影公映，並發佈原聲帶。

## 故事摘要
2月14日，一位學校的花美男遭到不尋常的襲擊後，同樣的襲擊每個月的同一天都會發生在不同高中。傳言說下一個受害者將是常青外語高中的學生。熱心的學生起範決定調查這件事，將每月14日的恐怖襲擊時間記錄在博客中，使得時間成為學生群中的焦點話題。幾次襲擊事件過後，起範預言下一個受害者將是學生會主席始源、舞蹈社社長希澈、柔道隊長強仁其中之一。

## 演員陣容
- 起範：網路分析者／肇事者
- 始源：學生會主席
- 希澈：舞蹈社社長
- 強仁：柔道社社長
- 東海：舞蹈社成員、起範的好友、偵探
- 銀赫：柔道社成員
- 神童：舞蹈社成員／柔道社成員
- 厲旭：學生會副會長／熊貓（電影裡）
- 晟敏：著名的花美男，第一個受害者
- 韓庚：籃球運動員，第二個受害者
- 藝聲：搖滾樂團明星，第三個受害者
- 利特：熊貓（最後MV的拍攝）
- 少女時代－Yuri：舞蹈社新成員
- SHINee－Key：最後MV的舞蹈
- 劉潮：搖滾樂團明星成員
- EXO－Suho：搖滾樂團明星成員

## 票房和評論
電影的票房比預期的要好。參考網路，公司預計在銷量22%左右,但銷量超過41.19%. 电影得到了许多正面评论,证明电影相对偶像作用来说策划的功劳比较大。和其他花美男電影不同，這部電影能吸引人們的關注。
儘管在公映一周時票房上取得了沒有預料到的成功，電影只吸引了102,900左右的觀眾。 因為這是SM picture的第一部作品，該公司仍在努力，並成功地進入了電影界。 該公司將出席第12屆釜山國際電影節，還將舉辦“SM之夜 ”。
整個剩餘的一年內，電影未能吸引超過10.26萬觀眾，證明本片是SM Pictures一個巨大的損失。 然而，這兩個版本的電影DVD在韓國和海外市場成為最暢銷的DVD。這足以彌補生產的虧損八十五萬韓元。 
這部電影在 中國、泰國、越南等其他亞洲國家的電影院上映。

## 外部連結
-  影片官方網站
- （英文） 影評 （页面存档备份，存于）